# Żytowo (Lidzbark Warmiński)
Pour l’article homonyme, voir Żytowo.
Żytowo est un village polonais de la voïvodie de Varmie-Mazurie, dans le powiat de Lidzbark.